# Феликс Франкфуртер
Феликс Франкфуртер (енгл. Felix Frankfurter, Беч, Аустроугарска, 15. новембар 1882 — Вашингтон, САД, 22. фебруар 1965) је био амерички правник који је служио као придружени судија Врховног суда Сједињених Америчких Држава између 1939. и 1962. Франкфуртер је био и политички активан те је помогао у оснивању Америчког друштва за грађанске слободе. За време мандата у Суду био је присталица доктрине „судијске суздржаности“.
У Врховни суд га је именовао председник Френклин Делано Рузвелт, након смрти судије Бенџамина Н. Кардоза. Франкфуртер је био Рузвелтов пријатељ и саветник а његово именовање је једногласно потврђено у Сенату САД. За време мандата у Суду написао је 247 пресуда, 132 издвојена сагласна мишљења и 251 несагласно мишљење.
Франкфуртер је у Суду био највећи заговорник доктрине „судијске суздржаности“, односно сматрао је да Суд не треба тумачити Устав на такав начин да поставља озбиљна ограничења законодавној или извршној власти. Ова његова филозофија дошла је до изражаја у предмету Школска област Минерсвил против Гобитиса, где је Франкфуртер написао већинско мишљење у којем је одбачена тврдња да приморавање ученика да изрекну заклетву застави Сједињених Америчких Држава и салутирају застави крши Устав Сједињених Америчких Држава, конкретно први амандман Устава. Франкфуртер је у пресуди написао да „религијска уверења не ослобађају грађане од политичких дужности“ и да изузимање одређене деце од обавезе салутирања застави „може изазвати сумње код друге деце“ и смањити њихову лојалност према држави. Ова пресуда изазвала је серију насилних напада на Јеховине сведоке који су најчешће одбијали да салутирају застави. Суд је, делимично и због насилне реакције, само три године касније укинуо сопствену пресуду у предмету Одбор за образовање Западне Вирџиније против Барнета, а Франкфуртер је написао оштро несагласно мишљење.
Франкфуртер се повукао из Суда 1962. након што је претрпио мождани удар, а наследио га је Артур Голдберг. Умро је од последица затајења срца у 82. години. Сахрањен је на гробљу Монт Оберн у Кембриџу у савезној држави Масачусетс.